# Sherlock Holmes (seria filmów)

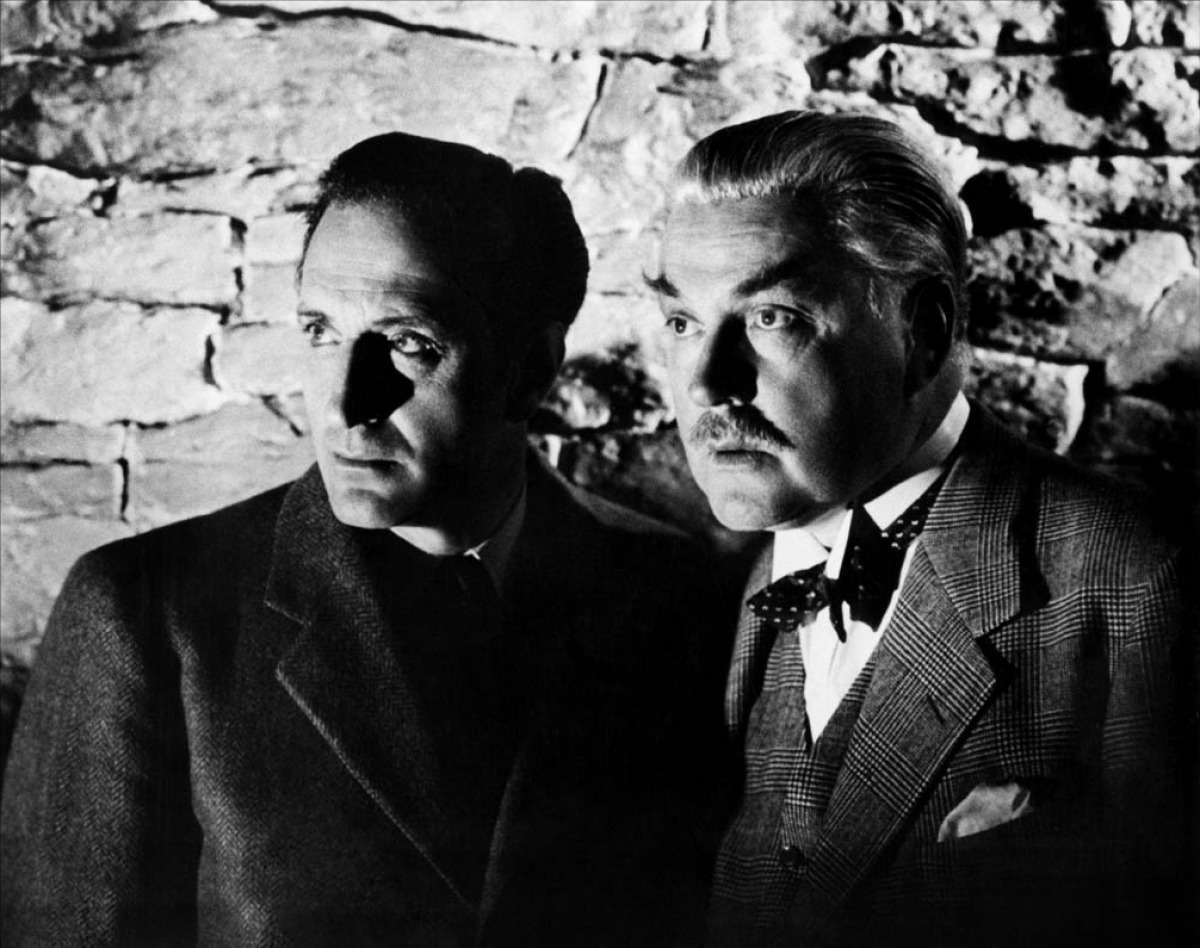
Basil Rathbone i Nigel Bruce w filmie Sherlock Holmes i tajna broń

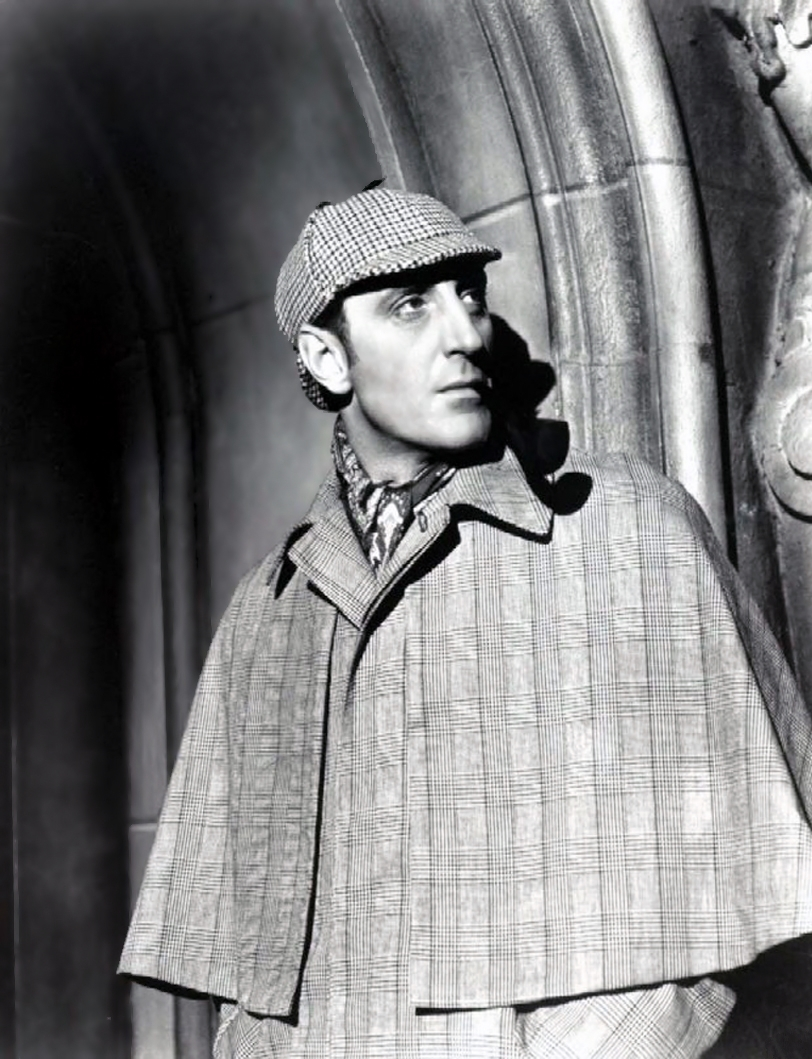
Basil Rathbone jako Sherlock Holmes

Sherlock Holmes – seria czternastu amerykańskich filmów które powstały w 20th Century Fox w 1939 oraz w Universal Studios w latach 1942–1946. W rolach głównych wystąpili Basil Rathbone jako Sherlock Holmes i Nigel Bruce jako doktor Watson.

## Lista filmów

### 20th Century Fox
- Pies Baskerville’ów (reżyseria Sidney Lanfield, premiera – marzec 1939)

Sherlock Holmes wraz ze swoim przyjacielem doktorem Watsonem próbują rozwiązać zagadkę tajemniczych zgonów członków rodu Baskerville’ów.
- Przygody Sherlocka Holmesa (reżyseria Alfred L. Werker, premiera – wrzesień 1939)

Profesor Moriarty, chcąc odwrócić uwagę Holmesa od kradzieży klejnotów królewskich, zleca morderstwo niewinnej dziewczyny.

### Universal Studios
- Sherlock Holmes - głos terroru (reżyseria John Rawlins, premiera – wrzesień 1942)

Na początku II wojny światowej w Anglii pojawiają się tajemnicze komunikaty radiowe, nadawane prawdopodobnie z nazistowskich Niemiec. Ostrzegają przed aktami terroru, które zaraz po tym mają miejsce. By zapobiec wzrastającej panice i odkryć prawdę, Ministerstwo Obrony wzywa do pomocy Holmesa.
- Sherlock Holmes i tajna broń (reżyseria Roy William Neill, premiera – grudzień 1942)

Holmes otrzymuje zadanie ochrony wynalazcy tajnego celownika bombowego. Detektyw nie może dopuścić, by wpadł on w ręce nazistów.
- Sherlock Holmes w Waszyngtonie (reżyseria Roy William Neill, premiera – kwiecień 1943)

Holmes wraz z doktorem Watsonem udają się do Waszyngtonu, aby udaremnić kradzież ważnego dokumentu.
- Sherlock Holmes. W obliczu śmierci (reżyseria Roy William Neill, premiera – wrzesień 1943)

Podczas II wojny światowej w domu w którym pracuje doktor Watson dochodzi do serii brutalnych morderstw. Doktor wzywa swego przyjaciela Holmesa, by ten rozwiązał mroczną zagadkę.
- Sherlock Holmes i Kobieta Pająk (reżyseria Roy William Neill, premiera – styczeń 1944)

Holmes bada serie rzekomych samobójstw. Wie, że stoi za tym kobieta tak przebiegła jak profesor Moriarty i jadowita jak sam pająk.
- Szkarłatny pazur (reżyseria Roy William Neill, premiera – maj 1944)

Holmes i Watson prowadzą śledztwo w sprawie tajemniczego morderstwa w kanadyjskiej wiosce La Mort Rouge.
- Perła śmierci (reżyseria Roy William Neill, premiera – sierpień 1944)

Z muzeum ginie bezcenna perła, która według legendy przynosi nieszczęście każdemu, kto wszedł w jej posiadanie. Odpowiedzialnym za kradzież jest morderca o pseudonimie „Creeper”. Jedynym człowiekiem, który może odnaleźć skradziony przedmiot oraz schwytać groźnego przestępcę jest Sherlock Holmes.
- Dom strachu (reżyseria Roy William Neill, premiera – luty 1945)

Holmes bada sprawę serii zagadkowych zgonów, poprzedzonych dostarczeniem pestek pomarańczy do ofiar.
- Kobieta w zieleni (reżyseria Roy William Neill, premiera – czerwiec 1945)

Holmes próbuje wytropić seryjnego mordercę młodych kobiet w Londynie. Podejrzewa groźnego kryminalistę profesora Moriarty’ego.
- Pościg do Algieru (reżyseria Roy William Neill, premiera – październik 1945)

Holmes i doktor Watson zostają wynajęci do ochrony księcia Nikolasa.
- Sherlock Holmes: Pociąg do Edynburga (reżyseria Roy William Neill, premiera – luty 1946)

W pociągu z Londynu do Edynburga zostaje zamordowany pasażer, który miał przy sobie cenny przedmiot. Dochodzenie przeprowadza Sherlock Holmes.
- Sherlock Holmes i tajny szyfr (reżyseria Roy William Neill, premiera – maj 1946)

Sherlock Holmes stara się ustalić, co łączy trzy więzienne pozytywki.  